# Osvaldo Rodríguez en vivo
Osvaldo Rodríguez en vivo es el tercer y último álbum oficial del trovador, folclorista y poeta chileno Osvaldo Gitano Rodríguez, así como su primer y único álbum oficial en directo, lanzado en 1989 por el sello discográfico chileno Alerce, el mismo año en que regresó a su país luego de su exilio producto de la dictadura militar imperante. Posteriormente fue reeditado en 2002 por la misma casa discográfica.
Al igual que sus dos álbumes anteriores, también incluye el famoso tema «Valparaíso», actualmente considerado un himno de esta ciudad portuaria.
Varias de las canciones que aquí se incluyen no aparecen en sus dos álbumes anteriores.

## Lista de canciones
| Osvaldo Rodríguez en vivo |                                                 |                                   |                                   |          |  |
| N.º                       | Título                                          | Letras                            | Música                            | Duración |  |
| 1.                        | «Décimas»                                       |                                   |                                   |          |  |
| 2.                        | «Defensa de Violeta»                            | Nicanor Parra                     | Violeta Parra                     |          |  |
| 3.                        | «La del Cerro Colorado»                         |                                   |                                   |          |  |
| 4.                        | «La procesión»                                  |                                   |                                   |          |  |
| 5.                        | «Canción del jinete»                            |                                   |                                   |          |  |
| 6.                        | «El espejo de los dioses»                       |                                   |                                   |          |  |
| 7.                        | «Valparaíso»                                    | Osvaldo Rodríguez                 | Osvaldo Rodríguez                 |          |  |
| 8.                        | «Canción de muerte y esperanza por Víctor Jara» | Osvaldo Rodríguez                 | Osvaldo Rodríguez                 |          |  |
| 9.                        | «Laura»                                         | Osvaldo Rodríguez                 | Osvaldo Rodríguez                 |          |  |
| 10.                       | «El duende»                                     |                                   |                                   |          |  |
| 11.                       | «Jumbi-Jumbi»                                   |                                   |                                   |          |  |
| 12.                       | «Tiempo de vivir»                               | Martin Micharvegas, Albee Pavesse | Martin Micharvegas, Albee Pavesse |          |  |
| 47:07                     |                                                 |                                   |                                   |          |  |